# Rolls-Royce Merlin
Il Merlin era un motore aeronautico prodotto durante la seconda guerra mondiale dalla britannica Rolls-Royce Limited. Il Merlin fu uno dei due o tre migliori motori della sua epoca e fu utilizzato su molti dei più famosi aerei da combattimento. Il nome Merlin non deriva da Merlino, mitico mago della saga di Re Artù, ma da un piccolo falco: lo smeriglio.

## Storia del progetto

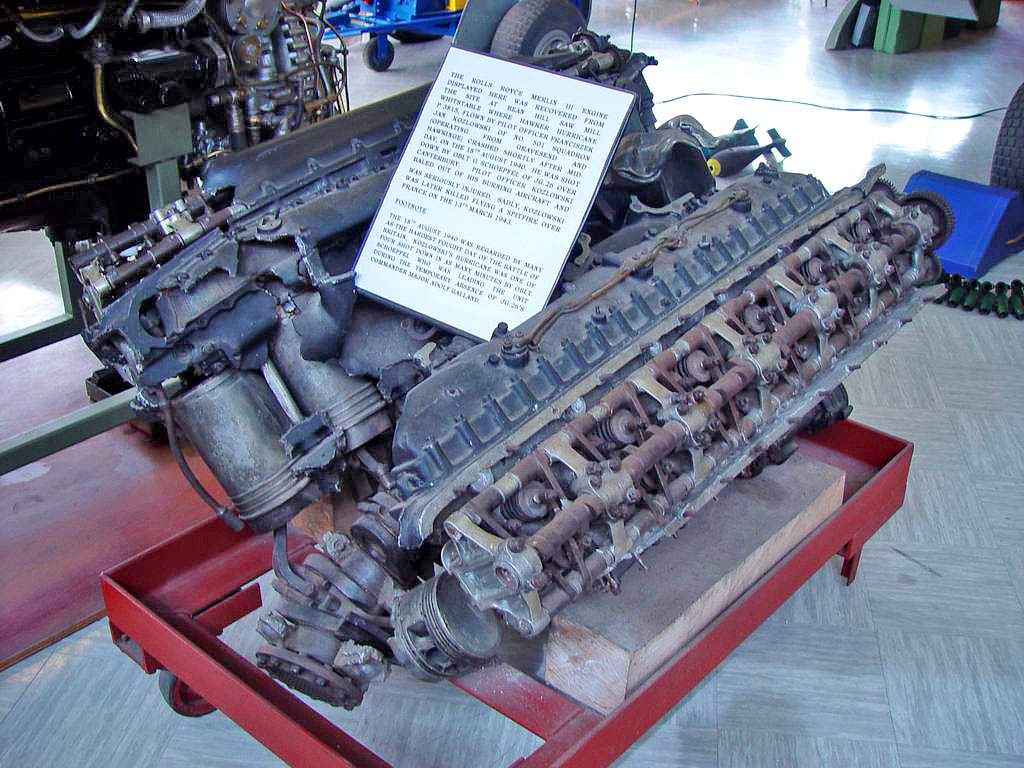
Il motore Merlin

Agli inizi degli anni trenta la Rolls-Royce iniziò a pianificare i programmi di sviluppo dei suoi futuri motori d'aereo. Due furono i progetti di base. A partire dal Rolls-Royce Kestrel, un V-12 della stessa ditta che fu usato con grande successo su molti velivoli sempre durante gli anni trenta, venne realizzato il Rolls-Royce Peregrine. Questo motore avrebbe dovuto fornire 700 hp (522 kW) di potenza. Due Peregrine, uniti ad uno stesso albero motore secondo una configurazione ad X, avrebbero dato origine al Vulture. Questo motore avrebbe avuto 24 cilindri e avrebbe dovuto raggiungere una potenza di 1 700 hp (1 268 kW). Il secondo motore era destinato all'uso sui velivoli più grandi quali i bombardieri. Si prevedeva inoltre di creare un propulsore da 1 500 hp (1 118 kW) partendo dal motore utilizzato dai velivoli da gara della Supermarine. La base di partenza era il motore Buzzard che a sua volta era un Kestrel più grande.
Questi piani però lasciavano scoperta la classe dei motori tra i 700 ed i 1 500 hp. Per coprire questo vuoto la Rolls-Royce iniziò a lavorare su un nuovo motore, da circa 1 100 hp (820 kW). Questo progetto venne designato PV-12, dove PV (Private Venture) stava ad indicare che la ditta si assumeva in proprio i costi del progetto, non ricevendo fondi per svilupparlo. Il primo volo di questo motore avvenne su di un biplano Hawker Hart nel 1935. Il motore usava l'allora nuovo sistema di raffreddamento ad evaporazione. Questo sistema però non soddisfaceva pienamente e appena furono disponibili scorte provenienti dagli USA di Glicole etilenico (Prestone), si adottò subito un nuovo sistema di raffreddamento.
Nel 1936 il Ministero dell'Aria emanò una specifica volta alla acquisizione di un nuovo caccia che doveva possedere una velocità massima superiore ai 480 km/h (300 mph). Due alla fine risultarono i progetti selezionati: il Supermarine Spitfire e l'Hawker Hurricane. Tutti e due i velivoli erano progettati intorno al nuovo motore PV-12 e non al Kestrel, come si pensava. Essendo questi gli unici due progetti per un caccia moderno in fase di realizzazione il nuovo motore ricevette subito la massima attenzione e priorità. Fu a questo stadio che il motore da PV-12 passò alla denominazione di Merlin. La prima importante consegna di Merlin II avvenne nel 1938. Il motore forniva 1 030 hp (768 kW) di potenza. La produzione venne subito aumentata.

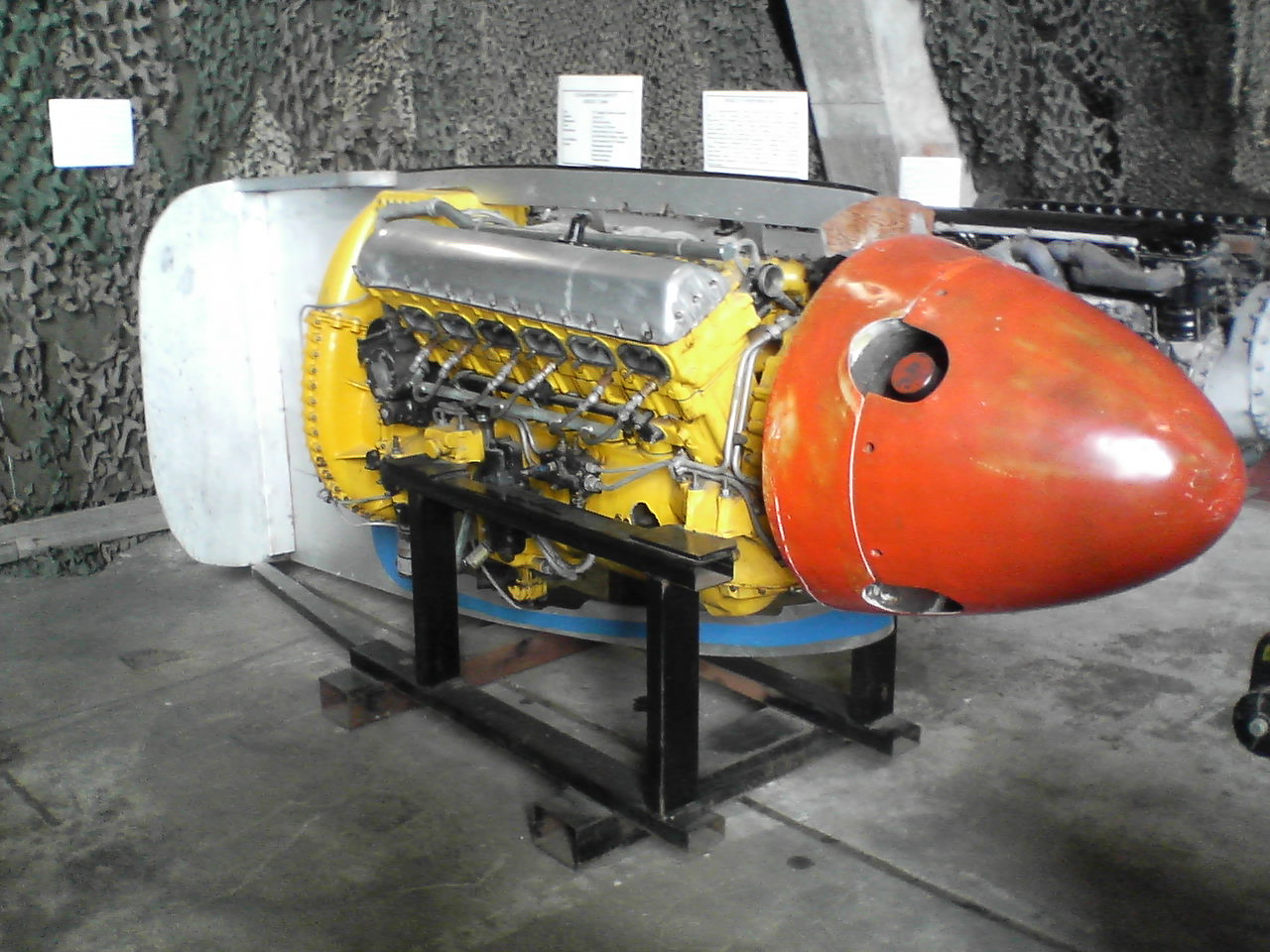
Un Merlin in mostra al Tillamook Air Museum.

I primi Merlin erano considerati piuttosto inaffidabili ma, data la loro importanza, fu fatto qualsiasi sforzo per migliorarli. La ditta introdusse un severo programma di controllo della qualità per risolvere i vari problemi. In pratica si trattava di prendere, scegliendoli a caso, dei motori usciti dalla catena di produzione. Questi motori venivano poi fatti girare senza interruzione alla massima potenza finché non cedevano. Dopodiché venivano smontati e si ricercava la parte che aveva ceduto. Questa veniva poi ridisegnata per renderla più resistente. Dopo due anni di applicazione di questa procedura il Merlin era diventato uno dei motori d'aereo più affidabili al mondo, tanto che poteva essere mantenuto alla massima potenza per tutta la missione di bombardamento, di solito della durata di circa otto ore, senza che si registrassero inconvenienti.
Degli altri due motori, il Peregrine e il Vulture, venne interrotta la produzione nel 1943. Il Peregrine era stato adottato da un solo velivolo il Westland Whirlwind e sebbene fosse un progetto soddisfacente non venne sviluppato quanto il Merlin, rimanendo sempre un problema per il velivolo. Il Vulture invece venne installato sul Hawker Tornado e sull'Avro Manchester. Anche il Vulture manifestò grandi problemi di affidabilità. Con il Merlin, che ormai poteva fornire una potenza intorno ai 1 500 hp (1 118 kW), i due programmi vennero cancellati.
L'aumento della potenza del Merlin avvenne anche grazie al continuo miglioramento del carburante per aerei che venne realizzato negli USA.
Infatti divennero disponibili carburanti con un numero di ottano sempre più elevato e da una sempre più efficiente sovralimentazione. All'inizio del conflitto il Merlin, con i suoi 27 litri di cilindrata, veniva alimentato con il carburante standard a 87 ottani e forniva una potenza di poco superiore ai 1 000 hp (746 kW) mentre il motore tedesco DB601, da 34 litri di cilindrata, ne poteva fornire circa 1 100 (820 kW). La successiva versione del motore inglese, la XX, utilizzando benzina a 100 ottani e con una maggiore pressione della sovralimentazione, ne poteva fornire 1 300 (969 kW) senza alcun aumento della cilindrata. Questo processo continuò con le versioni successive che fornirono una potenza sempre più elevata, tanto che verso la fine della guerra questo motore, che ormai si poteva considerare "piccolo", riusciva a fornire 1 600 hp (1 193 kW) nelle versioni normali e arrivava, per brevi periodi, a 2 000 hp (1 491 kW) in alcune versioni speciali. 

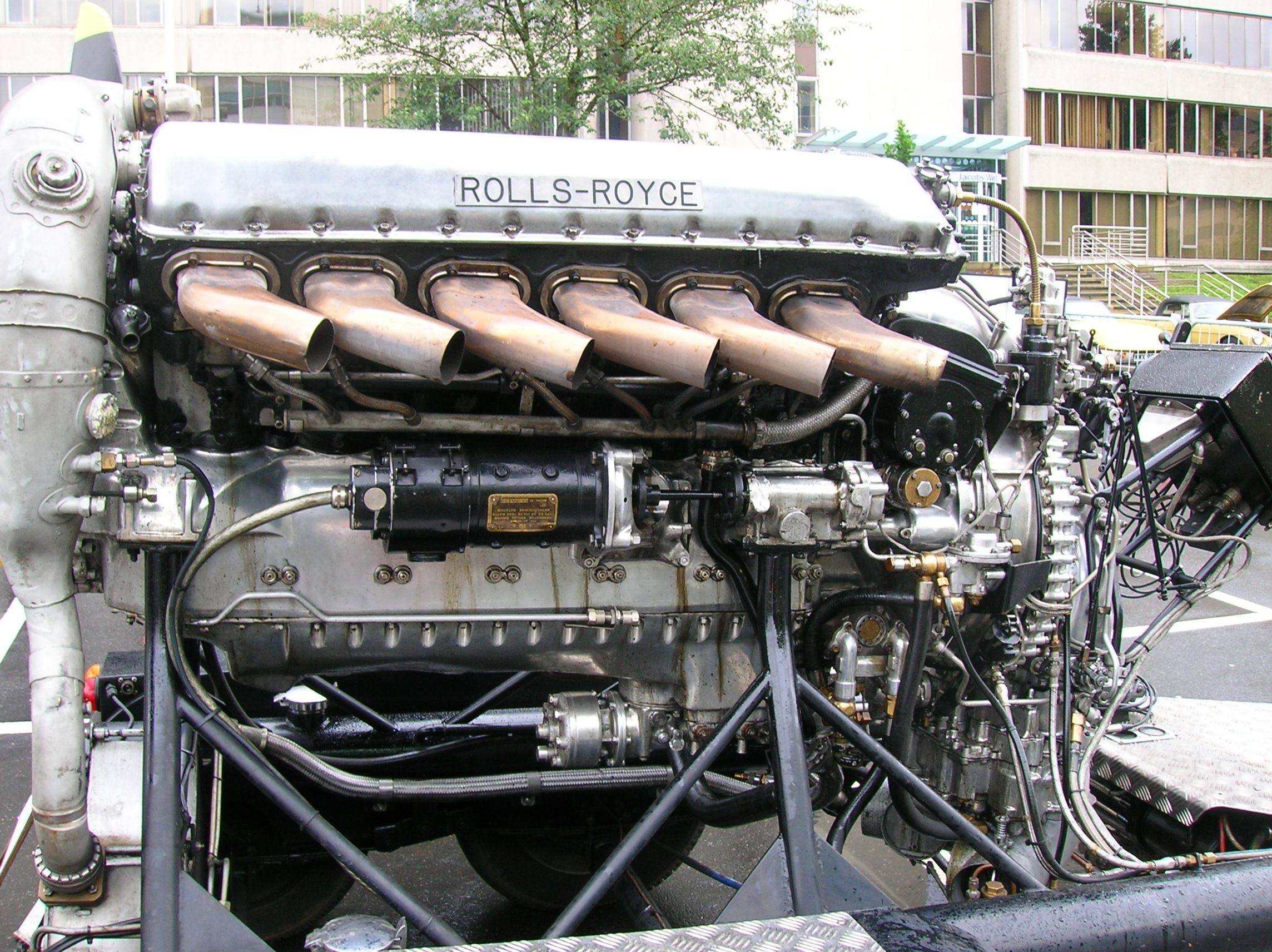
Un Rolls-Royce Merlin in mostra dinamica nel West Yorkshire

Il Merlin era considerato fondamentale per lo sforzo bellico, tanto che i disegni del progetto furono inviati negli USA per evitare che potessero cadere in mani tedesche nel caso che la Gran Bretagna, nel 1940, avesse dovuto capitolare. 
Nel 1942, quando questa minaccia era ormai lontana, venne iniziata la produzione del Merlin negli Stati Uniti da parte della Packard che lo produsse, su licenza, con la designazione V-1650. All'inizio questo motore veniva montato, in un modello specifico chiamato Merlin 266 con carburatore modificato, solo sugli Spitfire Mk.XVI, versione assimilabile all'Mk.IX tranne appunto che per il fornitore del motore. Si dimostrò però talmente superiore ai suoi pari classe statunitensi, quale per esempio l'Allison V-1710, che venne utilizzato al suo posto sul caccia North American P-51 Mustang, che divenne uno dei migliori velivoli da caccia
del secondo conflitto mondiale. Per quanto detto sopra il Merlin viene annoverato tra i principali fattori che hanno contribuito alla vittoria degli Alleati nella Seconda guerra mondiale.

## Altri impieghi del Merlin
Nel 1960 John Dodd, abitante del Kent, utilizzò un Merlin su una automobile chiamata The Beast (La Bestia). Fu affermato che utilizzasse un Rover Meteor, un motore per carro armato, che però altro non era che un Merlin senza sovralimentazione. In origine questa auto portava il marchio Rolls-Royce ma, a seguito del sorgere di problemi, questo venne rimosso.
Il marchio Rolls-Royce fu notato in una autostrada tedesca da un pilota alla guida di una Porsche, che chiamò la stessa Rolls-Royce per avere informazioni su questo loro "nuovo modello". 
The Beast venne inserita anche nel libro del Guinness dei primati quale auto più potente del mondo, in effetti montava un Merlin tratto da un velivolo da addestramento Boulton Paul Balliol. In origine questo motore, dotato di sovralimentazione, forniva 1 262 hp (941 kW) a 2 600 metri (8 500 feet).
Nella macchina la sovralimentazione venne rimossa e la potenza erogata divenne di "soli" 844 hp (630 kW). Il telaio autocostruito era in fibra di vetro; il cambio proveniva da un GM 400.
L'auto venne successivamente restaurata dal figlio Paul, che possiede anche un Rolls-Royce Griffon da 37 litri con doppio compressore capace di 2 050 hp (1 530 kW), che veniva montato sulle ultime versioni del caccia Spitfire.

## Velivoli utilizzatori
- Armstrong Whitworth AW.38 Whitley
- Avro 701 Athena
- Avro Lancaster
- Avro Lancastrian
- Avro Lincoln
- Avro Manchester III
- Avro 688 Tudor
- Avro 685 York
- Boulton Paul Balliol e Sea Balliol
- Boulton Paul P.82 Defiant
- Bristol Beaufighter II
- CAC CA-18 Mark 23 Mustang
- Canadair North Star
- CASA 2.111B e D
- Cierva Air Horse
- Curtiss P40F
- de Havilland Mosquito
- de Havilland Hornet
- Fairey Barracuda
- Fairey Battle
- Fairey Fulmar
- Fairey P.4/34
- Fiat G.59
- Handley Page Halifax
- Handley Page Halton
- Hawker Hart (Test bed)
- Hawker Henley
- Hawker Horsley (Test bed)
- Hawker Hotspur
- Hawker Hurricane e Sea Hurricane
- Hispano Aviación HA-1112
- I.Ae. 30 Ñancú
- Miles M.20
- North American P-51 Mustang Mk X
- Renard R.38
- Short Sturgeon
- Supermarine Type 322
- Supermarine Seafire
- Supermarine Spitfire
- Tsunami Racer
- Vickers F.7/41
- Vickers Wellington Mk II e Mk VI
- Vickers Windsor
- Westland Welkin